# World Glacier Monitoring Service
World Glacier Monitoring Service (WGMS) är en organisation med uppgift att sammanställa data om glaciärers dynamik, d.v.s. hur de ökar och minskar i omfång. Organisationen har sin bas i Zürich, och bildades 1986 genom sammanslagning av föregångarna Permanent Service on Fluctuations of Glaciers (PSFG) och Temporal Technical Secretary/World Glacier Inventory (TTS/WGI). De huvudsakliga finansiärerna är Global Environment Monitoring System inom FN:s miljöprogram (GEMS/UNEP), Unesco, International Commission on Snow and Ice (ICSI) och den schweiziska staten. 
WGMS sammanställer standardiserade data över glaciärers massa, yta och längd (glacier fluctuations), samt den rumsliga utbredningen av beständig is (glacier inventories). Detta ger mätserier som är mycket värdefulla för de forskare som försöker förstå glaciärers dynamik. Vartannat år utger WGMS en Glacier Mass Balance Bulletin (GMBB) som presenterar massbalanser, glaciärfrontsvariationer m.m. för cirka tusen glaciärer, och som jämför dessa med historiska data. Vart femte år utkommer rapporten Fluctuations of Glaciers (FoG), som innehåller än mer detaljerade jämförelser (för utvalda glaciärer) över en femårsperiod. 
Internationellt samordnad datainsamling har pågått sedan 1894, och mest information finns för glaciärer i Skandinavien och i Alperna, där mätserierna ofta är långa och utan avbrott.